# Skjálfandafljót
Skjálfandafljót (isl. „drżąca rzeka”) – rzeka w północnej Islandii o długości 178 km – czwarta pod względem długości rzeka Islandii. Również czwarta pod względem powierzchni dorzecza – 3 860 km². Jednak o wiele mniejszym średnim przepływie niż inne duże rzeki na wyspie – 95 m³/s przy ujściu. 
Źródła rzeki znajdują się na północno-zachodnim krańcu lodowca Vatnajökull. Zasilają ją także wody potoków wypływających z mniejszego lodowca Tungnafellsjökull. Płynie na północ przez centralną równinę Sprengisandur, następnie doliną Bárðardalur, by ujść do zatoki Skjálfandi, do Oceanu Arktycznego, około 20 km na zachód od miasta Húsavík. Spośród wodospadów na rzece Skjálfandafljót najbardziej znane są Aldeyjarfoss i Goðafoss. 
Trasa wzdłuż rzeki Skjálfandafljót stanowi jeden z ważniejszych historycznych szlaków północ-południe przebiegających przez środek wyspy. Obecnie jest to popularna trasa turystyczna (droga F26), którą można pokonać samochodami terenowymi w okresie letnim.